# 麥誹謗案
麥誹謗案（英語：McLibel case），全名麥當勞餐廳訴莫里斯及史特案，是英國一宗廣受注目的商業誹謗官司。麥當勞從1990年起訴兩名英國反麥當勞人士誹謗，官司又引申更多官司，訴訟延綿長達15年。雖然麥當勞最終技術上勝訴，但麥當勞在官司前派卧底滲透被告一方所屬的團體、盜取文件，而且法官指被告對麥當勞的批評逾半是正確，更多內容純粹被告的意見，不構成誹謗成份，事件成為麥當勞成立以來最嚴重的公關災難。
官司期間，兩名被告對麥當勞的批評受到廣泛關注，而案中小市民控訴超級巨企的性質，更引起公眾同情。事後麥當勞雖獲判可得4萬英镑的賠償，但麥當勞已表示無意討回賠償。而兩名被告一方因被英國政府拒絕批出法律援助，而向歐洲人權法庭起訴英國政府，英國政府最終要向二人賠償5.7萬英镑。

## 案件
1986年起，一個名為「倫敦綠色和平」（與綠色和平無關）的組織散發一份題為「麥當勞錯了甚麼：他們不想你知的事」（What's wrong with McDonald's: Everything they don't want you to know）的單張，內容批評麥當勞引致第三世界飢荒、實施經濟帝國主義、浪費大量食水及穀物、破壞熱帶雨林、出售垃圾食品及受污染肉類、製造化學食品、以廣告侵害孩童、縱容虐待動物、禁止工會、企圖隱暪種種不正當行為。
1989年麥當勞派出私家偵探滲透該組織，期間偵探曾參加他們的聚會、又潛入辦公室，盜取文件。翌年麥當勞正式控告該組織五名成員誹謗。其中包括Paul Gravett、Andrew Clarke、Jonathan O'Farrell以及本案中的兩名被告。期間麥當勞又警告要向90間組織提出類似控訴，當中包括Channel 4電視台、BBC、英國衛報、太陽報、多間學生報、兒童組織，及多間媒體，其中英國菲臘親王亦收到類似信件。大部分均決定道歉了事。
在本案五名被告中，三人決定道歉和解，但本案兩名被告決定抗辯。期間，兩人曾申領法援，但英國政府以案件屬誹謗案，不在法援受理範圍之內，因此拒絕法援申請。兩名被告只能選擇自辯，但期間從法律界獲得不少無償幫助。他們曾要求180名證人出庭作供，證明麥當勞的食物中毒情況、無償超時工作及誤導公眾相信他們的遁環再造政策然而兩名被告僅有3萬英磅用於訴訟，令他們不能安排部分證人作供。其中南美有證人願意出庭指控麥當勞破壞熱帶雨林，卻因經費不足而未能前往英國作供。
在訟訴中，麥當勞認為被告所有指控均失實，但案件引來傳媒廣泛報道，麥當勞一些高層出席時亦受兩名被告盤問。1995年6月，麥當勞曾提出願意向兩名被告選擇的慈善團體捐款，希望庭外和解)，只要求兩人可以「私下向朋友批評麥當勞，但不能再向媒體發言和停止散發單張」。兩名被告指，如果麥當勞願意「停止廣告，只私下向朋友介紹公司產品」，他們不妨考慮和解。
結果在初審中，兩名被告敗訴。在長達千頁的裁決中，法庭雖然指麥當勞引致第三世界飢荒的指控不能成立，卻指部分指控是基於事實的陳述，令麥當勞大為尷尬。其中法官更指麥當勞損害員工健康、廣告有誤導成份、要對殘害動物負責，更指麥當勞確實厭惡工會及工資過低。
法官最終判被告誹謗罪名成立，需向麥當勞賠償四萬英鎊，但對比麥當勞的龐大訟訴開支僅為杯水車薪。

## 電影
卯上麥當勞
導演：Franny Armstrong and Ken Loach，1997-2005